# Jefferson (Oklahoma)
Jefferson es un pueblo ubicado en el condado de Grant en el estado estadounidense de Oklahoma. En el año 2010 tenía una población de 12 habitantes y una densidad poblacional de 17,14 personas por km².

## Geografía
Jefferson se encuentra ubicado en las coordenadas 36°43′9″N 97°47′26″O / 36.71917, -97.79056 (36.719127, -97.790498).

## Demografía
Según la Oficina del Censo en 2000 los ingresos medios por hogar en la localidad eran de $30,000 y los ingresos medios por familia eran $43,000. Los hombres tenían unos ingresos medios de $30,417 frente a los $28,750 para las mujeres. La renta per cápita para la localidad era de $16,292. Alrededor del 18.9% de la población estaban por debajo del umbral de pobreza.